# Гаагская школа живописи
Гаагская школа живописи (нидерл. De Haagse School schilderkunst) — художественная школа, сложившаяся во второй половине XIX века в Нидерландах. Образована группой художников, живших и работавших в Гааге (Голландия, западные Нидерланды) между 1860 и 1890 годами в традициях реалистического искусства. На гаагскую школу наибольшее влияние оказала барбизонская школа во Франци. Участники выступали против романтической традиции, преобладавшей в голландской живописи середины девятнадцатого века и идеализации действительности.
Предшественником школы считают Йоханнеса Варнардуса Билдерса. Наиболее типичными и значительными представителями гаагской школы живописи были Йозеф Израэлс, Виллем Рулофс, Антон Мауве, Хендрик Виллем Месдах, Виллем де Зварт, а также братья Марис, Якоб, Маттейс и Виллем. В развитии живописи гаагской школы важную роль сыграли Хендрик ван де Санде Бакхёйзен, Андреас Шельфхаут и Барт ван Хоув и другие молодые в то время голландские художники. Гаагская школа оказала значительное влияние на всю нидерландскую живопись конца XIX и начала XX века. В ранний период творчества под влиянием Гаагской школы находился британский художник Джордж Клаузен.
Самым известным представителем школы является Винсент ван Гог, хотя влияние гаагской школы и реализма как такового прослеживается только в его ранних произведениях. Влияние гаагской школы заметно также в ранних работах Пита Мондриана, Яна Торопа и Исаака Израэлса.